# قلعه شیرکوه
قلعه شیر کوه مربوط به دوران ساسانیان است و در شهرستان قزوین، بخش رود بار الموت، روستای شیر کوه واقع شده و این اثر در تاریخ ۲۵ اسفند ۱۳۸۰ با شمارهٔ ثبت ۵۵۷۷ به‌عنوان یکی از آثار ملی ایران به ثبت رسیده است.